# Al-Mulk

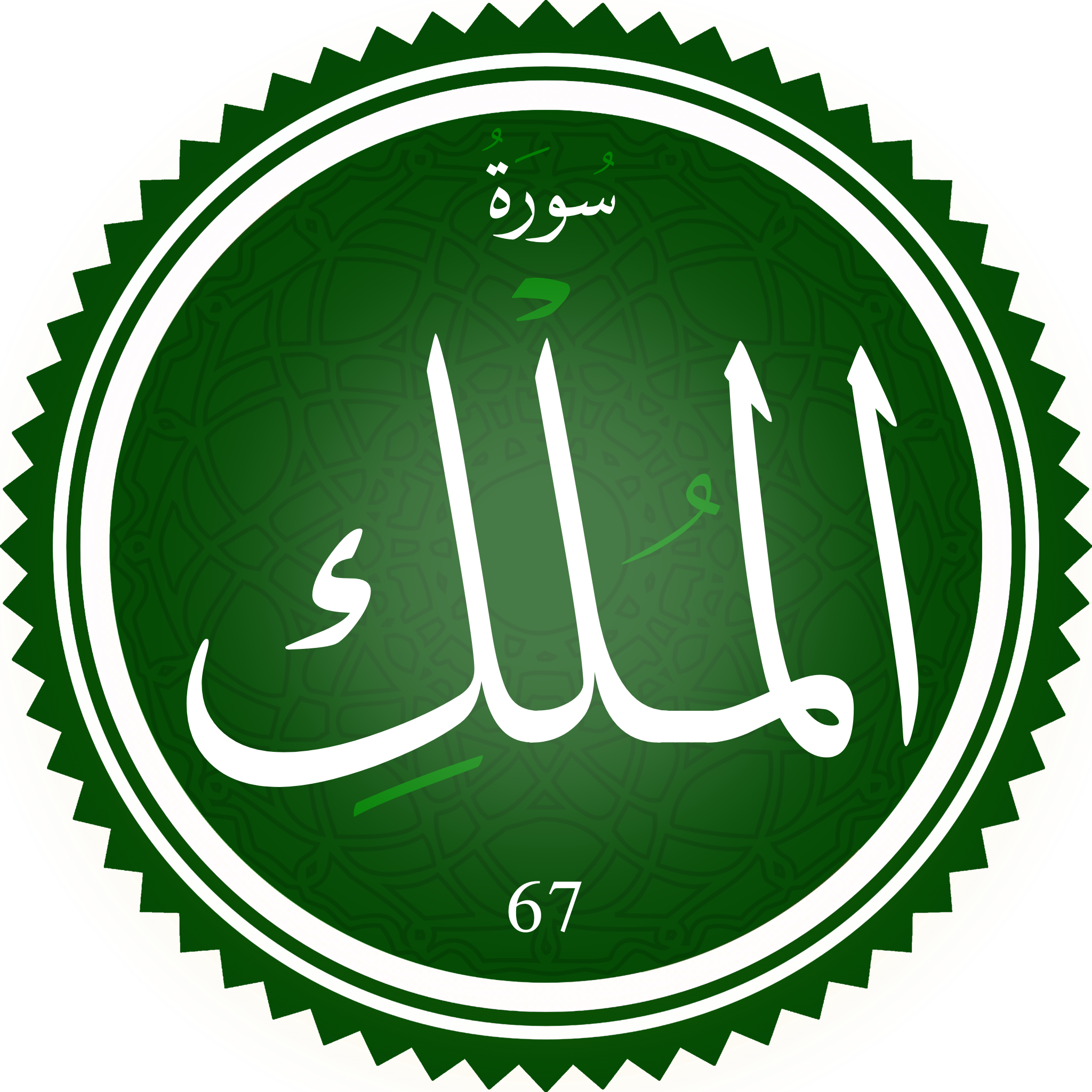
Sura al-Mulk.

Al-Mulk (arabiska: سورة الملك) ("Herravälde") är den sextiosjunde suran i Koranen med 30 verser (ayah). Namnet på suran hänvisar till Malik al-Mulk (مالك الملك), 'Ägaren Av All Suveränitet'; ett av Guds 99 namn. Suran predikar om Allahs ändlösa makt och klargör att de som avvisar varningar från profeter kommer att straffas i helvetet.
Det har berättats i hadither, att profeten Muhammed sagt att om Suratu'l-Mulk reciteras varje natt, kommer läsaren skyddas mot pinorna i graven (Sahihul Jamiea 1/680, Hakim 2/498 & Nasai).